# 홍천 철비
홍천 철비(洪川 鐵碑)는 대한민국 강원특별자치도 홍천군 홍천읍 연봉리에 있는 조선시대의 철비이다. 1984년 6월 2일 강원특별자치도의 문화재자료 제51호로 지정되었다.

## 개요
연봉리 마을에 자리하고 있는 17기의 선정비들 중 하나로, 철로 만들어 세웠다. 선정비란 어진 다스림을 베푼 관리의 덕을 기념하기 위하여 세우는 것으로, 이 비는 이 고을의 현감을 지낸 원만춘(元萬春)의 덕을 기리고 있다.
다듬지 않은 바닥돌 위로 철로 만든 비몸을 세운 모습으로, 비몸 윗변에 귀 모양 같은 것이 양 쪽에 하나씩 앙증맞게 솟아 있다. 비몸 앞면 중앙에는 세로로 비의 이름을 새겨두고, 양 옆으로 두 줄씩 비문을 도드라지게 새겨 놓았다. 뒷면에는 이 비를 만든 장인(匠人)의 이름도 기록되어 있어 독특한 모습이다.
원래는 홍천군 홍천읍 희망리 홍천군청 앞 도로가에 서 있었으나, 최근에 이곳으로 옮겨 보존하고 있다.

## 참고 자료
- 홍천철비 - 국가유산청 국가유산포털